# Ignacij Borštnik
Ignacij Borštnik, psevdonim Gorazd, slovenski gledališki igralec, režiser in pedagog, * 1. julij 1858, Cerklje na Gorenjskem, † 23. september 1919, Ljubljana.
Borštnik velja za utemeljitelja sodobnega slovenskega poklicnega gledališča in je tudi prvi slovenski poklicni igralec. Šolal se je na Dunaju. Ustvaril je več kot 400 vlog in režij na ljubljanskem in zagrebškem odru. Napisal je igre Stari Ilija, Ni moj okus, Ponesrečena glavna skušnjava.

## Življenje in delo
Po nekaj razredih gimnazije in učiteljišča v Ljubljani se je zaposlil kot bančni uradnik v podružnici Slavija, kjer je njegovo igralsko nadarjenost opazil Ivan Hribar in mu nato pomagal do poklica igralca. V letih 1885/1886 je obiskoval dramsko šolo na Dunaju. Po Dunaju se je vrnil v Ljubljano in vodil dramsko šolo, ter prirejal gledališke predstave v starem gledališču do požara 17. februarja 1887.
Prvič je nastopil z dramsko vlogo v enodejanki Svojeglaveži. Nastopal je tudi v ljubljanski Čitalnici.
Leta 1888 je pod psevdonimom Savo P. dramatiziral Tavčarjevo noveleto Otok in struga.
Poročil se je 12. avgusta 1889 v Ljubljani z Zofijo Zvonar (Zofija Borštnik), po poklicu prav tako igralko.
1. junija 1894 je postal član drame v Zagrebu. V Zagrebu je tudi že prej gostoval v različnih vlogah. Igral je v slovenščini.
Borštnik v Ljubljani ni imel prave priložnosti postati vsestranski igralec, saj so ga omejevali nezahteven repertoar, diletantski soigralci in nesoglasja z upravo Dramatičnega društva. V Ljubljano se je vrnil pred smrtjo, da bi predvsem kot profesor učil in vzgajal mlade igralce v novoustanovljeni šoli.

## Vloge
Pod psevdonimom Gorazd je začel z manjšimi vlogami in potem prevzemal večje (»Kovarstvo in ljubezen«, »Revček Andrejček). 
V Zagrebu je nastopil, kot Loris Spanor (»Fedora«) in državni pravdnik (»Valenska svatba«). Pojavljal se je v klasičnem reperoarju (Kasij, Hamlet, Kean, Tartuffe, Alba, Jago, Rihard III., Shylok).
Predvsem pa je imel rad moderne realistično-naturalistične vloge. Navduševali so ga dramatiki August Strindberg, Gerhart Hauptmann, Gabriele d'Annunzio in Henrik Ibsen, s katerimi je prvi seznanil Slovence. Uprizoril je tudi Cankarjevega Kantorja.

## Gledališko izobraževanje
Na novoustanovljenem konservatoriju v Ljubljani je kot profesor dramske igre in teorije leto pred smrtjo pripravil tehten izobraževalen načrt. Zavzemal se je za poklicni ansambel, zato naj se ljudem omogoča vsaj krajša šolanja na Dunaju ali v Pragi, domače igralce in publiko pa je zelo kritiziral.
Po Ignaciju Borštniku se imenuje osrednji slovenski gledališki festival, ki poteka vsako jesen v Mariboru in na njem podeljene nagrade Borštnikovega srečanja, ki so vsako leto podeljene najboljšim slovenskim poklicnim poustvarjalcem na področju gledališča in filma, ter najprestižnejša nagrada Borštnikov prstan.